# Ghiacciaio Ant Hill
Il ghiacciaio Ant Hill è un ghiacciaio lungo circa 11 km situato nella regione sud-occidentale della Dipendenza di Ross, nell'Antartide orientale. Il ghiacciaio, il cui punto più alto si trova a circa 900 m s.l.m., si trova sulla costa di Hillary e ha origine dal versante orientale della dorsale Worcester, da cui fluisce verso nord-est, scorrendo lungo il versante meridionale del monte Ant Hill, fino a unire il proprio flusso a quello del ghiacciaio Skelton, a nord dell'estremità settentrionale della scogliera Bareface.

## Storia
Il ghiacciaio Ant Hill è stato mappato e così battezzato dai membri del reparto neozelandese della Spedizione Fuchs-Hillary, condotta dal 1956 al 1958. Il nome deriva da quello del vicino monte Ant Hill, a sua volta così chiamato per via del grande anticlinale presente nella scogliera ai piedi del monte.